# Muchuan

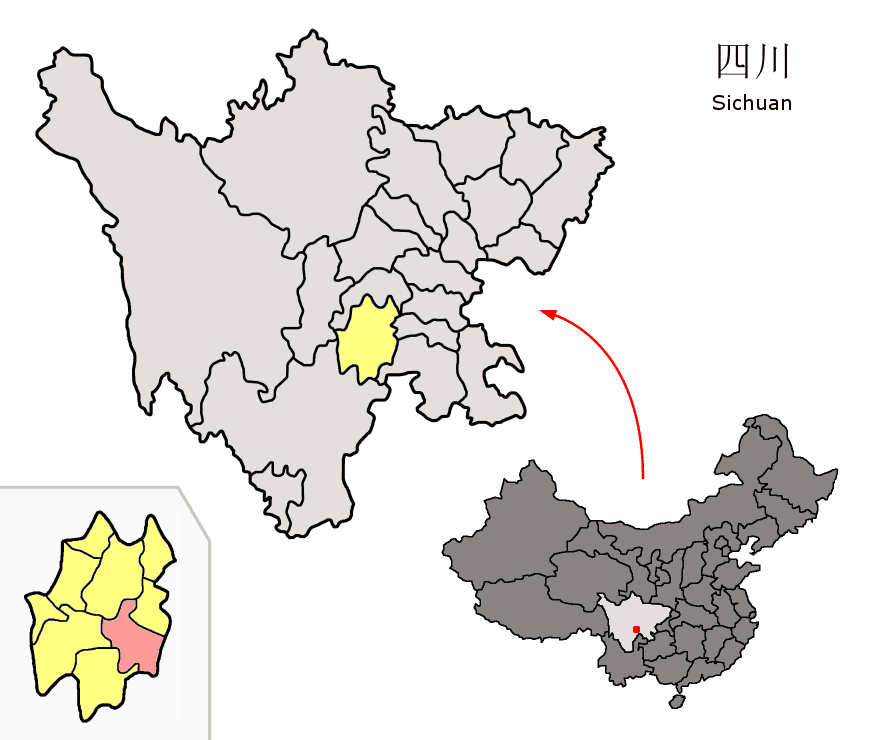
Lage von Muchuan in Sichuan

Der Kreis Muchuan (chinesisch 沐川县, Pinyin Mùchuān Xiàn) ist ein Kreis der bezirksfreien Stadt Leshan in der chinesischen Provinz Sichuan. Er hat eine Fläche von 1.377 km² und zählt 192.313 Einwohner (Stand: Zensus 2020). Sein Hauptort ist die Großgemeinde Muxi (沐溪镇).

## Administrative Gliederung
Auf Gemeindeebene setzt sich der Kreis aus sieben Großgemeinden und zwölf Gemeinden zusammen. 